# Jeanny
Jeanny Part 1 is een hitsingle van de Oostenrijkse zanger Falco uitgebracht in januari 1986.

## Achtergrond
Het is het vijfde nummer van Falco's album Falco 3 uit 1985. De single werd een nummer één hit in een aantal landen op het Europese vasteland, waaronder Nederland, Duitsland, Falco's vaderland Oostenrijk, Zwitserland en Noorwegen. In Japan werd de 5e positie behaald, Zweden de 7e, Italië de 14e, Frankrijk de 25e en in het Verenigd Koninkrijk de 68e positie in de UK Singles Chart.
In Nederland was de plaat op vrijdag 21 februari 1986 Veronica Alarmschijf op Radio 3 en werd een gigantische hit in de destijds twee landelijke hitlijsten op de nationale publieke popzender. De plaat bereikte de nummer 1-positie in zowel de Nederlandse Top 40 als de Nationale Hitparade. In de Europese hitlijst op Radio 3, de TROS Europarade, werd de 3e positie bereikt.
In België bereikte de plaat de 2e positie in zowel de voorloper van de Vlaamse Ultratop 50 als de Vlaamse Radio 2 Top 30. In Wallonië werd géén notering behaald.
Sinds de allereerste editie in december 1999 staat de plaat onafgebroken genoteerd in de jaarlijkse NPO Radio 2 Top 2000 van de Nederlandse publieke radiozender NPO Radio 2, met als hoogste notering een 58e positie in 2000.

## Trilogie
Falco had besloten dat Jeanny een trilogie moest worden. Hij bracht ook nog een nummer uit onder de naam Coming Home (Jeanny Part II), maar het derde deel is nooit officieel uitgebracht. Na Falco's dood werd het half afgewerkte Part III toch nog uitgebracht onder de titel Where are you now (Jeanny Part III).

### Part I: Jeanny
De plaat is grotendeels een monoloog van een man. Hij spreekt zijn meisje, Jeanny, aan. De liedtekst is echter zeer suggestief en werd dan ook op verschillende manieren geïnterpreteerd. Er werd namelijk gezegd dat de plaat ging over de moord op een jong meisje en dat het geïnspireerd zou zijn op een lustmoord door de Oostenrijkse seriemoordenaar Jack Unterweger. Er zijn verschillende elementen in het  nummer die daarop zouden kunnen duiden: de aanwezigheid in een bos, waar de mannelijke verteller Jeanny aanspoort om daar weg te gaan, de verwijzing naar het feit dat Jeanny een schoen heeft verloren, het heimelijk achtervolgen van het slachtoffer, het interpreteren van de wensen van het slachtoffer tegen haar woorden in, het feit dat hij zegt dat zij bij elkaar horen nadat hij heeft gehoord dat "zij" dichterbij komen en haar niet mogen vinden ... De toon van de monoloog gaat van sussend tot dwingend, fanatiek en krankzinnig. De suggestie wordt gewekt dat de dader zich seksueel aangetrokken voelde tot het slachtoffer (verwijzing naar haar rode lippen) en dat het slachtoffer uiteindelijk vermoord wordt: als de man haar niet kan hebben, dan kan niemand haar hebben.
Tevens beweerde men dat dit nummer verkrachting en moord verheerlijkt. Bijgevolg werd het nummer door enkele Duitse radiozenders van de radio verbannen.
Er komt in de tekst ook een spoken wordpassage voor: een korte newsflash. Dit stuk is ingesproken door een nieuwslezer, die het heeft over het toenemende aantal vermiste personen in de afgelopen maanden. Er wordt ook gesproken over de laatst bekende verdwijning, die van een negentienjarig -naamloos- meisje, dat, op het moment van het nieuwsbericht, reeds veertien dagen vermist is. Volgens het bericht wordt een misdrijf niet uitgesloten. Dit nieuwsbericht kan niet los gehoord worden van de rest van het nummer. De luisteraar vreest het ergste.

### Part II: Coming home
In het tweede deel kom de naam Jeanny opnieuw voor: "I would give anything to see Jeanny again". Het nummer begint met flarden die sterk doen denken aan stukken uit het eerste deel. Uit de tekst van deel twee valt op te maken dat de verteller veel aan het jonge meisje denkt. Hij geeft er alles voor om zich aan haar te bewijzen. Binnenkort zal hij haar opzoeken.

### Part III: Where are you now
Pas in deel drie komt de naam Jeanny naar voren. Ook de nieuwslezer komt weer met een newsflash: de politie gaat ervan uit dat Jeanny nog leeft. Bovendien is de 'tweede schoen' gevonden. Die refereert aan het eerste deel waarin blijkt dat het meisje een schoen verloren is.

### Verdere vervolgen
- Soms wordt er gesproken over een vierde deel van Jeanny. Het gaat dan om Und Wer Fragt Nach Jeanny van Peter Orloff. Het nummer concentreert zich rond de vraag wie er vraagt naar wat Jeanny te zeggen heeft, omdat alle aandacht naar de dader uitgaat.
- Freedom (Die Antwort) van Jeannie is een antwoordlied gemaakt op een dansversie van het eerste deel. Het wordt gezongen door het meisje dat in dat eerste deel ontvoerd wordt. Al blijkt hier geen sprake van ontvoering, maar "slechts" van een beetje lastigvallen.

## Videoclips

### Part I
De clip toont beelden van het meisje dat, kennelijk, wordt aangesproken door iemand. Daarnaast zijn er beelden van een dancing en politie die op zoek is naar de vermiste. Falco is als 'dader' te zien met het meisje in een tunnel en het riolenstelsel van Wenen. Ook zit hij achter de piano terwijl het slachtoffer roerloos tussen kaarsen ligt. In het begin is er een motel genaamd 'Bates' te zien wat zou kunnen verwijzen naar de film Psycho. De clip eindigt met de dader in een inrichting waarbij het meisje ook aanwezig is.

### Part II
In deze clip zien we een groot gebouw, waarschijnlijk een soort gesticht, met vrouwelijke bewakers. Falco loopt vrij rond in een grote ruimte met schijnwerpers op hem. We zien hem ook kijken naar een meisje dat voor hem onbereikbaar is. Het eindigt als hij wakker wordt op een kaal bed in een kleine ruimte. Niet duidelijk is of dat een cel of een zelfverkozen verblijfplaats is.

### Part III
Omdat deel drie na Falco's dood is uitgebracht, is er geen officiële clip gemaakt. Wel worden vaak scènes uit eerdere clips gebruikt om de muziek te vergezellen.

## Hitnoteringen

### Nederlandse Top 40
| Hitnotering: 01-03-1986 t/m 24-05-1986 | Hitnotering: 01-03-1986 t/m 24-05-1986 | Hitnotering: 01-03-1986 t/m 24-05-1986 | Hitnotering: 01-03-1986 t/m 24-05-1986 | Hitnotering: 01-03-1986 t/m 24-05-1986 | Hitnotering: 01-03-1986 t/m 24-05-1986 | Hitnotering: 01-03-1986 t/m 24-05-1986 | Hitnotering: 01-03-1986 t/m 24-05-1986 | Hitnotering: 01-03-1986 t/m 24-05-1986 | Hitnotering: 01-03-1986 t/m 24-05-1986 | Hitnotering: 01-03-1986 t/m 24-05-1986 | Hitnotering: 01-03-1986 t/m 24-05-1986 | Hitnotering: 01-03-1986 t/m 24-05-1986 | Hitnotering: 01-03-1986 t/m 24-05-1986 | Hitnotering: 01-03-1986 t/m 24-05-1986 |
| Week                                   | 1                                      | 2                                      | 3                                      | 4                                      | 5                                      | 6                                      | 7                                      | 8                                      | 9                                      | 10                                     | 11                                     | 12                                     | 13                                     |                                        |
| -------------------------------------- | -------------------------------------- | -------------------------------------- | -------------------------------------- | -------------------------------------- | -------------------------------------- | -------------------------------------- | -------------------------------------- | -------------------------------------- | -------------------------------------- | -------------------------------------- | -------------------------------------- | -------------------------------------- | -------------------------------------- | -------------------------------------- |
| Nummer                                 | 29                                     | 12                                     | 5                                      | 3                                      | 2                                      | 1                                      | 1                                      | 2                                      | 4                                      | 7                                      | 18                                     | 22                                     | 40                                     | uit                                    |

### Nationale Hitparade
| Hitnoteringen: 20-02-1986 t/m 17-05-1986 | Hitnoteringen: 20-02-1986 t/m 17-05-1986 | Hitnoteringen: 20-02-1986 t/m 17-05-1986 | Hitnoteringen: 20-02-1986 t/m 17-05-1986 | Hitnoteringen: 20-02-1986 t/m 17-05-1986 | Hitnoteringen: 20-02-1986 t/m 17-05-1986 | Hitnoteringen: 20-02-1986 t/m 17-05-1986 | Hitnoteringen: 20-02-1986 t/m 17-05-1986 | Hitnoteringen: 20-02-1986 t/m 17-05-1986 | Hitnoteringen: 20-02-1986 t/m 17-05-1986 | Hitnoteringen: 20-02-1986 t/m 17-05-1986 | Hitnoteringen: 20-02-1986 t/m 17-05-1986 | Hitnoteringen: 20-02-1986 t/m 17-05-1986 | Hitnoteringen: 20-02-1986 t/m 17-05-1986 | Hitnoteringen: 20-02-1986 t/m 17-05-1986 |
| Week                                     | 1                                        | 2                                        | 3                                        | 4                                        | 5                                        | 6                                        | 7                                        | 8                                        | 9                                        | 10                                       | 11                                       | 12                                       | 13                                       |                                          |
| ---------------------------------------- | ---------------------------------------- | ---------------------------------------- | ---------------------------------------- | ---------------------------------------- | ---------------------------------------- | ---------------------------------------- | ---------------------------------------- | ---------------------------------------- | ---------------------------------------- | ---------------------------------------- | ---------------------------------------- | ---------------------------------------- | ---------------------------------------- | ---------------------------------------- |
| Nummer                                   | 37                                       | 8                                        | 3                                        | 1                                        | 1                                        | 1                                        | 1                                        | 2                                        | 4                                        | 7                                        | 13                                       | 20                                       | 33                                       | uit                                      |

### TROS Europarade
Hitnotering: 09-01-1986 t/m 10-05-1986. Hoogste notering: #3 (1 week).

### NPO Radio 2 Top 2000
| Nummer met noteringen in de NPO Radio 2 Top 2000 | '99 | '00 | '01 | '02 | '03 | '04 | '05 | '06 | '07 | '08 | '09 | '10 | '11 | '12 | '13 | '14 | '15 | '16 | '17 | '18 | '19 | '20 | '21 | '22 | '23 | '24 |
| ------------------------------------------------ | --- | --- | --- | --- | --- | --- | --- | --- | --- | --- | --- | --- | --- | --- | --- | --- | --- | --- | --- | --- | --- | --- | --- | --- | --- | --- |
| Jeanny                                           | 103 | 58  | 67  | 70  | 94  | 101 | 143 | 141 | 207 | 133 | 188 | 182 | 169 | 165 | 193 | 132 | 153 | 107 | 102 | 131 | 168 | 152 | 151 | 154 | 160 | 170 |

1. ↑  Een vetgedrukt getal geeft de hoogste notering aan.